# Conizonia warnieri
Conizonia warnieri là một loài bọ cánh cứng trong họ Cerambycidae.